# Müller György (közigazgatási szakember)
Müller György (Budapest, 1950. július 17. –) közigazgatási szakember, az állam- és jogtudományok habilitált doktora, 1990–2006 között a Miniszterelnöki Hivatal jogi helyettes államtitkára.

## Pályafutása
Szakmai pályáját jogi tanulmányai befejezése után tudományos kutatói és egyetemi oktatói munkakörökben kezdte el: 1975-1982 között tudományos segéd-, illetve munkatársként az Államigazgatási – eredetileg Tanácsigazgatási – Szervezési Intézetben, majd az Eötvös Loránd Tudományegyetem Állam- és Jogtudományi Karának Államigazgatási Jogi Tanszékén adjunktusként dolgozott. Kutatási területe a helyi-területi igazgatás, önkormányzati rendszer volt, amelynek témakörében 1990-ben kandidátusi fokozatot szerzett.
1985-1990 között a Minisztertanács Titkárságának, majd a Minisztertanács Hivatalának Jogi Főosztályán osztályvezető-helyettes, osztályvezető, kormányfőtanácsos. Az Antall-kormány megalakulásától 2006-ig a Miniszterelnöki Hivatal – 1998-tól államtitkári juttatású – jogi helyettes államtitkára, a Kormányiroda vezetője, a Magyar Közlöny felelős szerkesztője. Tevékenységének elismeréseként 1995-ben a Magyar Köztársasági Érdemrend középkeresztje kitüntetésben részesült.
Szakmai-személyes okból a második Gyurcsány-kormány hivatalba lépésekor felajánlott szakállamtitkári megbízást nem vállalta el. Utána visszatért az egyetemi-tudományos pályára: a magyar kormányzati viszonyokról számos cikket és két monográfiát is megjelentetett, habilitált és a Budapesti Corvinus Egyetem, majd a Nemzeti Közszolgálati Egyetem egyetemi docenseként adta elő a témakörrel foglalkozó tárgyait. 2004-től az Eötvös Loránd Tudományegyetem címzetes egyetemi tanára és 2013-tól a Nemzeti Közszolgálati Egyetem magántanára.

## Monográfiái
- Az önkormányzati szakapparátus jogállása. Közgazdasági és Jogi Könyvkiadó, 1991
- Kormányról kormányra a rendszerváltás utáni Magyarországon. Antalltól Gyurcsányig.  Magyar Közlöny Lap- és Könyvkiadó, 2008
- Magyar kormányzati viszonyok. Dialóg Campus Kiadó, 2011